# Neuquén (Stadt)
Neuquén [newˈken] ist die Hauptstadt der Provinz Neuquén in Argentinien. Sie wurde 1904 gegründet und ist mit rund 231.780 Einwohnern die größte Stadt Südargentiniens. Zusammen mit den Städten Plottier und Cipolletti (Provinz Río Negro) bildet sie die wichtige Agglomeration Neuquén – Plottier – Cipolletti mit 345.097 Einwohnern, die auch „Hauptstadt des Comahue“ genannt wird.
Sie liegt am Zusammenfluss des Río Limay und des Río Neuquén zum Río Negro, im Osten der Provinz, im Norden Patagoniens. Sie gilt als ein Zentrum der Öl- und Erdgasindustrie. Als regionales Kulturzentrum verfügt sie über die Staatliche Universität des Comahue (UNC) sowie über Museen und Schauspielhäuser. Außerdem ist Neuquén der Sitz des römisch-katholischen Bistums Neuquén.

## Name der Stadt
Die kleine Siedlung, die anfänglich als Ort des Zusammenflusses wegen des Zusammenflusses des Río Neuquen und des Río Limay bekannt war, bekam den Namen Neuquén nach der Provinzhauptstadtverlegung von Chos Malal in die Region. Sie wurde nach dem gleichnamigen Fluss genannt. Der Name stammt vom Mapudungun-Vokabel Ñedquén ab, der mutig, arrogant und verwegen bedeutet.

## Geografie

### Lage
Die Stadt liegt am Zusammenfluss von Río Limay und Río Neuquén zum Río Negro, durchschnittlich 260 Meter überm Meeresspiegel, inmitten eines fruchtbaren, teilweise bewässerten Tales im Südwesten Argentiniens. Der Abfluss der Flüsse wird durch ein Deichsystem reguliert. Der Abfluss des Río Limay beträgt etwa 650 m³/s und der des Río Neuquén etwa 280 m³/s.
Neuquén erstreckt sich über zwei geographische Regionen: Hochebene und Tal. Das Gebiet nördlich der Eisenbahnlinie auf der Hochebene wird als El Alto bezeichnet und der südliche, der das städtische finanzielle und kommerzielle Zentrum darstellt, wegen seiner flachen Topographie als El Bajo. Am Übergang von der Hochebene zum Tal kennzeichnen die Landschaft, steile Hänge, die durch die Wind- und Wassererosion geformt wurden, und in der Region Barda genannt werden. Die Umgebung ist steppenhaft und rau, das Klima kontinental-gemäßigt und trocken. Der Boden besteht aus Lehm und Kieselsteinen.
Die Stadt befindet sich im Departamento Confluencia und ist der östlichste Ort der Provinz. Sie gehört zur Region Alto Valle (oberen Tal des Río Negro). Sie grenzt im Osten an Cipolletti in Río Negro und im Westen an Plottier, mit denen sie die Agglomeration Neuquén – Plottier – Cipolletti bildet. Andere wichtige nahe Städte sind General Roca in Río Negro (etwa 50 km östlich), Centenario (15 km nördlich) und die kleine Gemeinde Senillosa (etwa 33 km westlich).

### Stadtgliederung
Der erste Stadtplan wurde 1904 vom Gründer Bouquet Roldán gezeichnet. Nach den Eisenbahnbauarbeiten teilte das Unternehmen Buenos Aires Great Southern Railway die Stadt in zwei Sektoren auf, die als El Alto im Norden und als El Bajo im Süden bezeichnet wurden. Obwohl die Stadtteilung nur bis 1930 dauerte, sind beide Teile noch zu erkennen. Während im Alto sich die Provinz- und Stadtverwaltung sowie die Finanzinstitutionen befinden, gilt El Bajo als Einkaufs- und Handelszentrum.
Das Stadtgebiet umfasst eine Fläche von 63 Quadratkilometern und gliedert sich in 46 Stadtteile:
| - Alta Barda - Area Centro Este - Area Centro Oeste - Area Centro Sur - Bardas Soleadas - Barrio Nuevo - Belgrano - Bouquet Roldán - Canal V - Colonia Nueva Esperanza - Confluencia Rural - Confluencia Urbano - COPOL - 14 de Octubre - Cumelen - Don Bosco II | - Don Bosco III - El Progreso - Gran Neuquen Norte - Gran Neuquen Sur - Gregorio Alvarez - HIBEPA - Huiliches - Islas Malvinas - La Sirena - Limay - Mariano Moreno - MELIPAL - Militar - Parque Industrial - Provincias Unidas - Rincón de Emilio | - Rio Grande - San Lorenzo Norte - San Lorenzo Sur - Santa Genoveva - Sapere - Terrazas del Neuquen - Unión de Mayo - Valentina Norte Rural - Valentina Norte Urbano - Valentina Sur Rural - Valentina Sur Urbano - Villa Ceferino - Villa Farrell - Villa Florencia - Villa María |

2022 wurde beschlossen, das bis dahin 12.500 Hektar umfassende Stadtgebiet im Bereich zwischen dem Stadtviertel Colonia Nueva Esperanza und dem Stausee Mari Menuco um 8000 Hektar zu erweitern.

### Klima
Das Klima ist in der Gegend kontinental-gemäßigt und trocken. Die Stadt liegt in einem sehr windigen Gebiet im Norden Patagoniens. Die Winde sind trocken, kalt und rau. Der durchschnittliche Niederschlag beträgt 237 Millimeter im Jahr. Im Sommer beträgt die mittlere Temperatur rund 22 °C und im Winter rund 7 °C.  Schneefall ist in der Region wegen des trockenen Klimas selten. Es schneit ungefähr alle fünf Jahre. Fröste sind in den Winternächten häufig.
|                       | Jan  | Feb  | Mär  | Apr  | Mai  | Jun  | Jul  | Aug  | Sep  | Okt  | Nov  | Dez  |   |      |
| Mittl. Tagesmax. (°C) | 31,4 | 30,3 | 26,7 | 21,7 | 16,8 | 12,9 | 12,8 | 15,8 | 18,9 | 22,8 | 27,0 | 30,0 | ⌀ | 22,2 |
| Mittl. Tagesmin. (°C) | 14,8 | 13,8 | 10,6 | 6,2  | 3,1  | 0,6  | −0,1 | 1,3  | 3,9  | 7,7  | 11,2 | 14,0 | ⌀ | 7,2  |
|                       |      |      |      |      |      |      |      |      |      |      |      |      |   |      |
| Niederschlag (mm)     | 16   | 15   | 27   | 16   | 12   | 16   | 15   | 11   | 17   | 19   | 10   | 14   | Σ | 188  |
|                       |      |      |      |      |      |      |      |      |      |      |      |      |   |      |
| Sonnenstunden (h/d)   | 10,1 | 10,4 | 8,3  | 7,2  | 4,8  | 4,0  | 4,3  | 6,0  | 6,4  | 8,4  | 9,4  | 9,0  | ⌀ | 7,3  |
|                       |      |      |      |      |      |      |      |      |      |      |      |      |   |      |
| Regentage (d)         | 2    | 1    | 3    | 2    | 3    | 4    | 4    | 2    | 3    | 3    | 2    | 2    | Σ | 31   |
|                       |      |      |      |      |      |      |      |      |      |      |      |      |   |      |
| Luftfeuchtigkeit (%)  | 37   | 43   | 53   | 61   | 66   | 69   | 69   | 58   | 49   | 45   | 39   | 37   | ⌀ | 52,2 |

| 14,8 |

| 13,8 |

| 10,6 |

| 6,2 |

| 3,1 |

| 0,6 |

| −0,1 |

| 1,3 |

| 3,9 |

| 7,7 |

| 11,2 |

| 14,0 |

| 14,8 |

| 13,8 |

| 10,6 |

| 6,2 |

| 3,1 |

| 0,6 |

| −0,1 |

| 1,3 |

| 3,9 |

| 7,7 |

| 11,2 |

| 14,0 |

## Geschichte

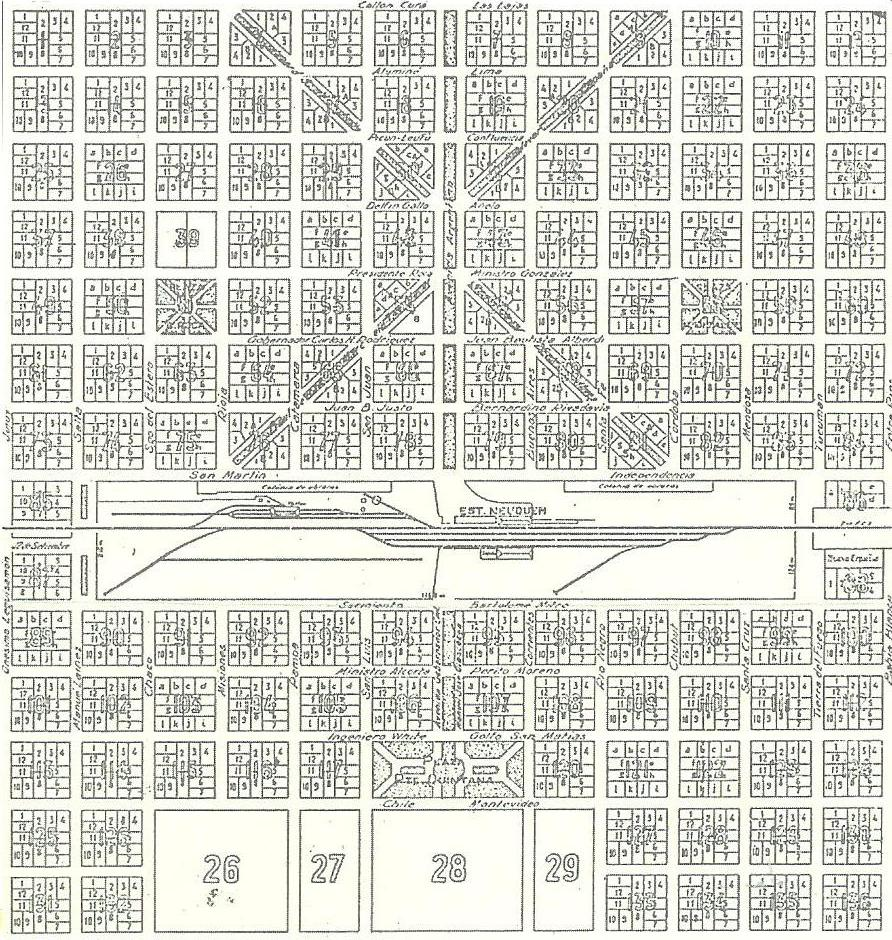
Erster Stadtplan aus 1904

Circa 1500 kamen die ersten spanischen Konquistadoren in die Region. 1604 beschloss der Gouverneur von der Provinz Buenos Aires Hernando Arias de Saavedra, die Wege nach Patagonien zu erkunden. Die Expedition erreichte die Ufer des Río Negro. Nachdem sie von den lokalen Ureinwohnern attackiert wurde, sah sie sich gezwungen, nach Buenos Aires zurückzukehren.
1783 schiffte der Erkunder Vasilio Villarino durch den Río Negro von Carmen de Patagones nach der Gegend der heutigen Neuquén. Er schlug den Behörden der damals spanischen Kolonialregierung vor, dort eine Befestigungsanlage gegen die Indianer zu erbauen, die aber letztlich nicht zustande kam.

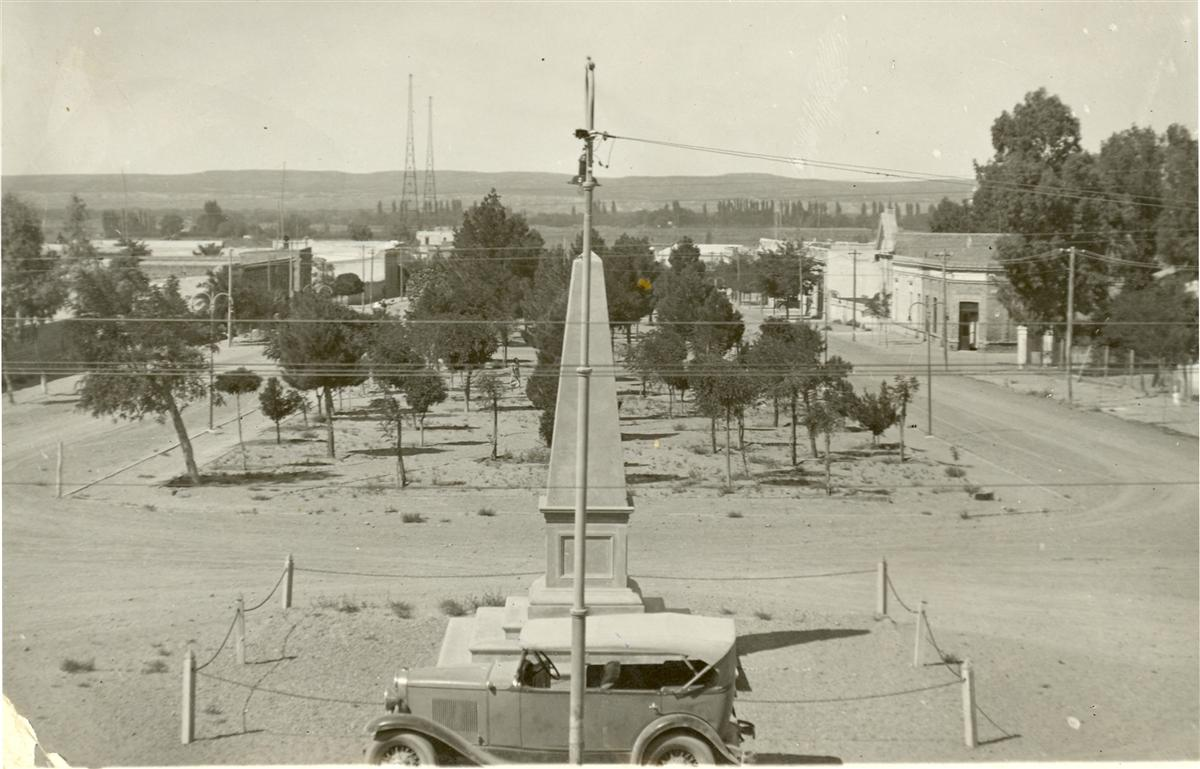
Ausblick auf die Avenida Argentina im Jahr 1932

1833 wurde eine Militärexpedition von Juan Manuel de Rosas, dem damaligen Gouverneur von Buenos Aires, mit Unterstützung von Grundherren aus seiner Provinz und den Provinzen Córdoba, San Luis, San Juan und Mendoza in den Bereich des heutigen Neuquén geschickt. Diese konnte die argentinische Dominanz nicht über die damaligen Grenzen erweitern.
Vor der Wüstenkampagne führten  die Routen der Mapuche nach Chile durch die Gegend. Zwischen 1878 und 1880 führte General Julio Argentino Roca die sogenannte Wüstenkampagne durch, mit der er die argentinische Dominanz über Patagonien sicherstellte. Als die Reihe militärischer Kampagnen beendet waren, wurde die Gegend an das Telegrafienetz angeschlossen. Ende des 19. Jahrzehntes galt die Umgebung der Quelle des Río Negro nicht nur als ein Übergangspunkt nach Chile, sondern auch als eine gute Lage, um eine Stadt zu gründen. Zu dieser Zeit kamen die ersten Siedler mit Booten auf dem Río Negro und wurden die ersten Häuser erbaut.
Die britische Kompanie Buenos Aires Great Southern Railway erbaute 1902 die Eisenbahnbrücke über den Río Neuquén und den Bahnhof Neuquén, wo schon damals eine kleine Siedlung existierte. Es ist kein konkretes Gründungsdatum bekannt, doch 1904 wurde die Hauptstadt der Provinz von Chos Malal hierher verlegt, wo sich damals schon eine spontan entstandene Kleinstadt befand. Obwohl die Entscheidung, die Provinzhauptstadt nicht in der Nähe der Grenze zu Chile zu verlegen, aus geopolitischen Gründen kritisiert wurde, wurde die Stadt später zum wichtigen Handelsverkehrsknotenpunkt zwischen Buenos Aires, der Provinz und Chile.
Seit ihrer Gründung im Jahr 1904 fing die Stadt an zu wachsen. Vier Jahre später wurde der erste Stadtrat gewählt. 1916 wurden das Wasserversorgungssystem gebaut und die ersten Straßenlaternen aufgestellt. In den 1920er Jahren waren die meisten provinziellen Verwaltungstätigkeiten in der Stadt ausgeübt. Die Bevölkerung der Provinz konzentrierte sich in der Gegend. Damals wurden die nahen ländlichen Siedlungen Plottier und Senillosa gegründet. 1937 wurde die erste Autobrücke zwischen Neuquén und Cipolleti über den Río Neuquén errichtet. Aufgrund der in den 1960er Jahren von der Firma YPF in der Provinz entdeckten Erdöl- und Erdgas-Quellen gewann die Stadt an Bedeutung. 1970 wurde die UNC – Staatliche Universität Comahue eröffnet.

## Bevölkerung
Vor der Ankunft der spanischen Eroberer war die Region von den Mapuche und Tehuelche besiedelt. Während der Wüstenkampagne dezimierte die argentinische Armee die indigene Bevölkerung und es kamen die ersten nichtindianischen Siedler in die Region. Im frühen 20. Jahrhundert kamen Migranten aus Europa (vor allem Spanier und Italiener) und in geringerem Maße aus Syrien und dem Libanon. Gegen Ende des Jahrhunderts erreichte die Stadt eine Migrationswelle aus Chile und den Nordprovinzen Argentiniens. Anfang des 21. Jahrhunderts wuchs die bolivianische und paraguayische Einwanderung in die Region. Außerdem existieren einige Gemeinschaften der Mapuche und Tehuelche in Neuquén. Sie ist heute die größte Stadt Patagoniens.

### Einwohnerentwicklung
Bevor die Provinzhauptstadt nach Neuquén verlegt wurde, wohnten in der Region rund 500 Personen. Die Zahl erhöhte sich bis 1905 auf 1400. Seit ihrer Gründung im Jahr 1904 wuchs die Stadt stetig an. 1930 hatte die Stadt rund 5000 Einwohner. Seit der Entdeckung von Erdöl- und Erdgas-Quellen in der Provinz hatte sie einen größeren Bevölkerungszuwachs ab der zweiten Hälfte des 20. Jahrhunderts und war zwischen den 1970er Jahren und den 1980er Jahren die am schnellsten wachsende Stadt Argentiniens. 1970 lebten 45.140 Menschen in Neuquén. Bis zur nächsten Volkszählung verdoppelte sich diese Zahl auf 92.047. 1991 hatte sie 167.296 Einwohner. Laut der Volkszählung 2010 wohnten in Neuquén rund 231.780 Menschen und damit 42,3 % der Bevölkerung der Provinz.
| Neuquén: Einwohnerzahlen von 1970 bis 2010 | Neuquén: Einwohnerzahlen von 1970 bis 2010 | Neuquén: Einwohnerzahlen von 1970 bis 2010 | Neuquén: Einwohnerzahlen von 1970 bis 2010 | Neuquén: Einwohnerzahlen von 1970 bis 2010 |
| ------------------------------------------ | ------------------------------------------ | ------------------------------------------ | ------------------------------------------ | ------------------------------------------ |
| Jahr                                       |                                            |                                            |                                            | Einwohner                                  |
| 1970                                       | 1970                                       |                                            | 45.140                                     | 45.140                                     |
| 1980                                       | 1980                                       |                                            | 90.089                                     | 90.089                                     |
| 1991                                       | 1991                                       |                                            | 167.296                                    | 167.296                                    |
| 2001                                       | 2001                                       |                                            | 201.868                                    | 201.868                                    |
| 2010                                       | 2010                                       |                                            | 231.780                                    | 231.780                                    |
|                                            |                                            |                                            |                                            |                                            |

### Religionen
Die meisten Einwohner der Stadt gehören einer christlichen Konfession an. Obwohl die größte Gruppe der römisch-katholischen Kirche angehört, stieg in den späten 2000er Jahren die Zahl der Anhänger der evangelischen Kirchen. Während es 2009 52 römisch-katholische Kirchen gab, existierten rund 250 evangelische Tempel verschiedener Größe und Bedeutung. Die verbleibenden sind Angehörige der freien christlichen Kirchen, der Zeugen Jehovas oder der Kirche Jesu Christi der Heiligen der Letzten Tage. Andere kleinere Gruppen sind Juden und Buddhisten.
Seit 1961 ist Neuquén der Sitz des Bistums Neuquén, das dem Erzbistum Mendoza als Suffraganbistum untersteht.

### Wohnsituation
Die Bauindustrie erlebte in den späten 1990er Jahren und den 2000er Jahren einen großen Aufschwung, während den große Supermärkte, Kinos, Einkaufszentren und neue Wohn- und Bürogebäude errichtet wurden, die die Stadtlandschaft prägen. Projekte wie die Uferpromenada auf der Insel 132 des Río Limay oder der Bau der Einkaufszentren Portal de la Patagonia und Irsa wurden zu dieser Zeit geplant, begonnen oder durchgeführt.
Im größten Teil der Stadt sind Wohnviertel der Mittelschicht zu finden. Die Oberschicht lebt vor allem in vornehmen Wohngebieten wie den Country Clubs Rincón de Campo oder Comahue Golf Club, dem historischen Zentrum sowie in den Gebieten nahe dem Río Limay. Rund um den Flughafen befinden sich noch landwirtschaftlich geprägte Gebiete, deren Bewohner verschiedenen sozioökonomischen Schichten anhören. Unter ihnen gibt es eigenständige Landwirte, kleine Unternehmer und Großgrundbesitzer.
In isolierten Gebieten im Süden und in jüngerer Zeit im Westen der Stadt befinden sich Marginalsiedlungen, die in der Region als Tomas bekannt sind. Ihre Anwohner leben unter prekären Bedingungen und haben in manchen Fällen keine Strom- und Wasserversorgung. Obwohl die Stadtregierung mit neugebauten Wohnvierteln wie Cuenca Batilana im Norden versucht, die Situation zu verbessern, wohnen weiterhin viele Menschen auf informeller Basis, die wegen der hohen Mieten keine bezahlbare Wohnung finden können.
Der Westteil der Stadt hat die höchste Kriminalitätsrate.

## Politik
1904 wurde Neuquén zur Provinzhauptstadt ernannt. Die Provinzregierungsarchiven sowie die Beamten wurden von Chos Malal nach Neuquén übertragen. Die Gründung des Stadtrats (Concejo Municipal) erfolgte am 12. Dezember 1905. Die erste Wahl fand am 11. März 1906 statt.
In der Stadt befinden sich verschiedene Provinzbehörden wie der Regierungspalast (Sitz der Verwaltung der Provinz), das Oberste Gericht der Provinz und das Provinzparlament (Honorable Legislatura del Neuquén). Sie ist ebenfalls der Hauptsitz der einzigen bedeutenden eigenständigen politischen Partei der Provinz Movimiento Popular Neuquino. Verschiedene landesweit aktive Parteien haben lokale Zweigstellen in der Stadt.
Seit den 1960er Jahren ist das Rathaus der Sitz der Stadtverwaltung. Der Bürgermeister (Intendente) wird in Neuquén für eine regelmäßige Amtszeit von vier Jahren direkt gewählt und kann danach einmal wiedergewählt werden. Die Legislative wird vom Stadtrat (Concejo Deliberante) ausgeübt. Der Stadtrat besteht aus 18 Mitgliedern, deren Amtszeit vier Jahre dauert. Die Gemeindeverfassung (Carta Órganica) wurde am 9. August 1995 eingeführt. Die Strafjustiz wird von den Provinz- und Bundesgerichten ausgeübt. Für kleinere Strafsachen wie Verkehrsverstöße, Unregelmäßigkeiten bei Baugenehmigungen und Genehmigungen für Geschäftseröffnungen ist das Amtsgericht (Tribunal de Faltas) zuständig.

### Flagge
Die städtische Flagge ist hellblau mit zwei weißen wellenförmigen Bändern, die den Zusammenfluss der Flüsse Neuquén und Limay symbolisieren. Sie ist die erste Flagge der Stadt. Der in einem offenen Wettbewerb gewählte Entwurf Confluencia von dem lokalen Künstler und Architekt Carlos Alberto Juárez stammt vom 12. September 2010, als sie zum 106. Jahrestag der Stadt gehisst wurde.

### Städtepartnerschaften
Städtepartnerschaften bestehen zu:
- Treviso, Italien
- Knoxville, USA
- Valdivia, Chile
- Temuco, Chile

## Wirtschaft und Infrastruktur
Neuquén ist die größte Stadt in Südargentinien und das Zentrum der Verwaltung, der Finanzindustrie, der Wirtschaft und des Handels der Provinz. Angesichts der reichen natürlichen Ressourcen der Provinz sind in ihrer Hauptstadt wichtige argentinische und ausländische Öl- und Erdgaskonzerne wie YPF, Baker Hughes, TGS ansässig. Weiterhin ist die Stadt der Sitz des provinzeigenen Unternehmens Gas y Petróleo del Neuquén. Andere in der Region bedeutenden Bereiche sind Bau und Dienstleistung.
Dank des Bewässerungssystems ist es möglich, in der Region Obst anzubauen. Seit den 1930er Jahren etablierte sie als wichtiges Obstanbaugebiet. Die Apfel- und Birnenproduktion im oberen Tal des Río Negro repräsentiert mehr als die Hälfte der Obstexporte Argentiniens. Obwohl es in der Provinz seit Jahrzehnten Weingärten gab, war ihnen erst nach der Gründung der Bodega del Fin del Mundo in San Patricio del Chañar im Jahr 1996 wirtschaftlichen Erfolg beschieden. In künstlich-bewässerten Feldern bei der Stadt wird Wein angebaut, dessen Bedeutung in den späten 2000er Jahren gestiegen ist. Auf dem Mercado Concentrador Neuquén (Zentralmarkt Neuquén) wird Obst und Gemüse aus verschiedenen Teilen der Provinz oder des Landes kommerzialisiert. Als Exporthafen für regionale Erzeugnisse dient der am Golfo San Matías gelegenen Hafen von San Antonio Oeste.
In Neuquén siedelte sich eine diversifizierte Industrie an. Die meisten der Firmen sind im in den 1970er Jahren eröffneten Gewerbepark im Norden der Stadt angesiedelt. Wichtigste Industriezweige sind vor allem Hütten-, Holz- und Keramikindustrie. Die Hauptfiliale der Provinzbank Banco Provincia del Neuquén wurde 1960 an der Avenida Argentina 45 eröffnet und ist seither ihr Sitz.

### Verkehr

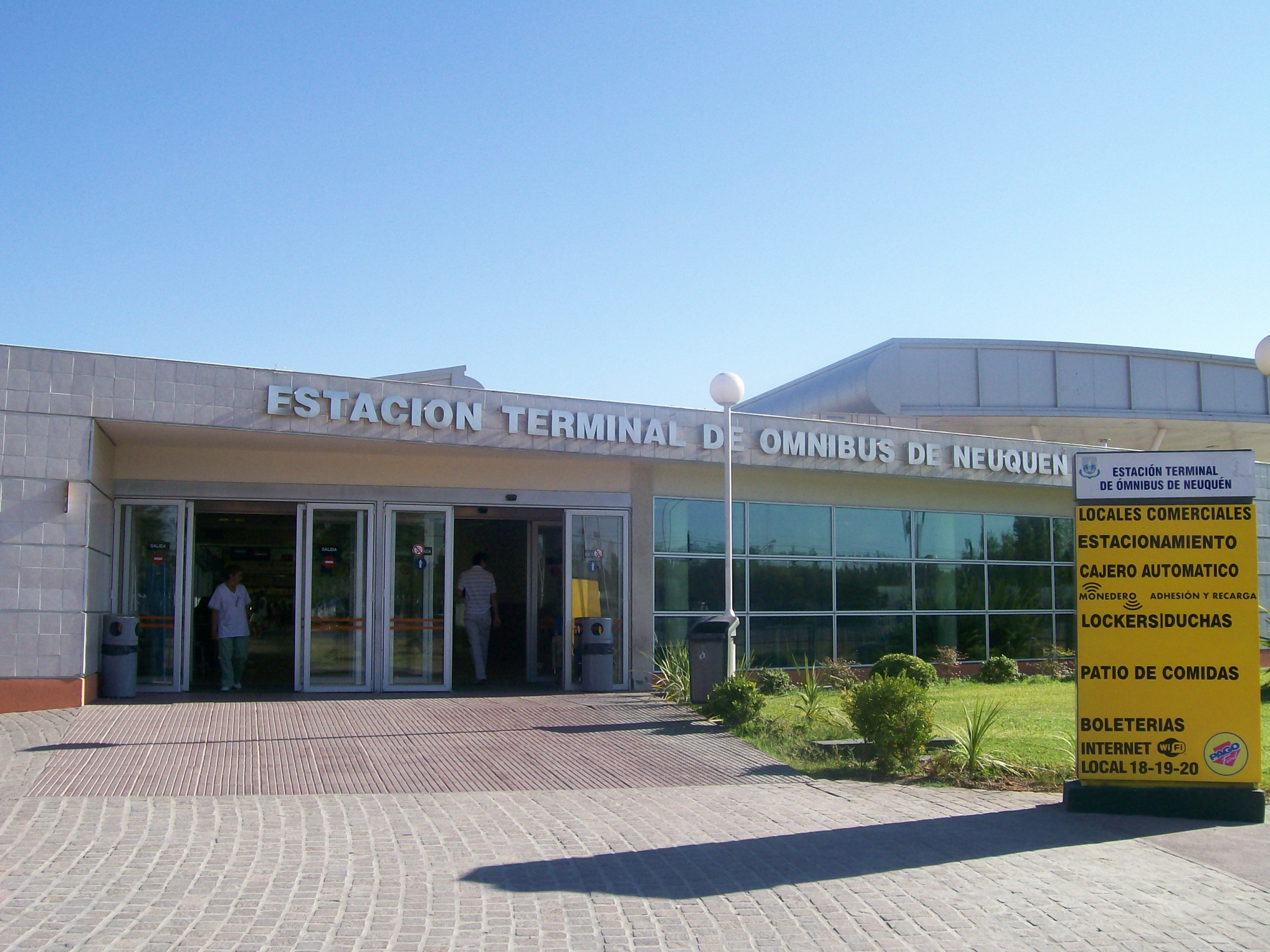
Busbahnhof ETON

Neuquén ist an ein Netz von wichtigen Fernstraßen angebunden.  Mit ihrer Nachbarstadt Cipolletti ist sie über zwei Straßenbrücken und eine Eisenbahnbrücke über dem Rio Neuquén verbunden. Von Cipolletti aus führt die Ruta Nacional 22 durch die Stadt in Richtung Westen nach Plottier. Die Autovía Norte (Nördliche Autostraße), die den nördlichen Tel der Stadt umgeht, wurde gebaut, um die stark befahrene Ruta Nacional 22 zu entlasten. Die Ruta Provincial 7 (Provinzstraße 7), die nach Centenario führt, ist die wichtigste nördliche Zufahrt in die Stadt. Von der Kleinstadt Las Perlas im Departamento El Cuy in Río Negro überquert die Provinzstraße 74 der gerade genannten Provinz den Río Limay nach Neuquén.
Vom 6 km westlich des Zentrums gelegene Flughafen Aeropuerto Internacional Presidente Perón bestehen Flugverbindungen in wichtige Städte Argentiniens wie Buenos Aires, Córdoba und Comodoro Rivadavia. Er wurde zu Ehren des argentinischen Präsidenten Juán Perón benannt und ist auch für die Städte der Region Alto Valle von Bedeutung.
Mit der ETON (Estación Terminal de Ómnibus de Neuquén) verfügt Neuquén über einen der größten und modernsten Fernbusbahnhöfe Argentiniens. Er wurde 2005 eröffnet und von ihm aus ist es möglich, die meisten Städte Argentiniens sowie Ziele in Nachbarländern (besonders in Chile) zu erreichen. Zwischen Neuquén und den nah gelegenen Städten verkehren Busse der Firmen Ko-Ko, Pehuenches und Centenario, während IDALO ein Monopol in der Stadt besitzt.

### Medien
Die Zeitung Neuquén, die anfangs in Chos Malal und später in der neuen Provinzhauptstadt herausgegeben wurde, war die erste Zeitung in der Stadt. Heutzutage erscheinen in Neuquén regionale und nationale Zeitungen. Zu den populärsten der Region zählen La Mañana Neuquén und Río Negro, mit Sitz in General Roca. Darüber hinaus wird die neuere Monatszeitung 8300 publiziert.
Das Fernsehen in der Stadt wird von dem Telefe-Partnersender Canal 7 dominiert, der zusätzlich zu den Sendungen des Hauptsenders lokale Produktionen und Nachrichten zeigt. Seit 2010 sendet außerdem Canal 5. Der Canal 10 aus General Roca kann auch in der Stadt empfangen werden.  Daneben sind mehr als ein Dutzend lokale und regionale Radiostationen wie LU5, Cumbre und Frecuencia Río zu empfangen.

### Bildungseinrichtungen
1965 wurde die Universidad del Neuquén gegründet, die die erste Universität der Provinz war. Zweck war es, die Studentenflucht zu vermeiden und die Ansiedlung von Professoren in der Gegend zu fördern. Nach ihrer Vereinigung mit anderen örtlichen Universitäten wurde 1972 die Universidad Nacional del Comahue gegründet. Sie hat ihren Sitz in Neuquén und Zweigstellen in Städten der Provinzen Neuquén, Río Negro und Chubut. Zudem befindet sich in der Stadt ein Campus der Katholischen Universität von Salta.
Die Marionettenschule Alicia Murphy der Provinz ist eine der wenigen Marionettenschulen Argentiniens. Sie bietet Unterricht im Marionettenspielen, Schauspiel und plastischer Kunst. Die 1960 gegründete Kunstschule Manuel Belgrano der Provinz und die 1968 gegründete Musikhochschule der Provinz ergänzen den Bereich Kunsterziehung.
Das lokale Bildungssystem ist so aufgebaut, dass die Schulpflicht in der Grundschule beginnt, die 7 Jahre dauert, und bis zum Abschluss der weiterführenden Schule gilt. Es gibt in der Provinz zwei Arten weiterführender Schulen, die 5 Jahre dauern. Darum handelt es sich im öffentlichen System um die Provinzzentren für weiterführende Bildung (CPEM) und um die Provinzschulen für technische Bildung (EPET).
1928 gründeten die Einheimischen die erste Bibliothek der Stadt und die zweitälteste der Provinz, die Bibliothek Juan Bautista Alberdi, die die größte Büchersammlung der Provinz hat. Die Nationale Universität des Comahue hat ihre Zentralbibliothek in Neuquén. Daneben gibt es Volksbibliotheken, die von der Provinzregierung unterstützt werden, obwohl sie an der Verwaltung von ihnen nicht teilnimmt.

### Gesundheitswesen
Neuquén gehört zur Zone I des Gesundheitssystems der Provinz. Es wird zwischen einem Privat- und einem staatlichen System unterschieden. Zum staatlichen System gehören die Krankenhäuser Castro Rendón, Bouquet Roldán und Carlos Heller. Das erste ist mit einem Komplexitätsniveau 8 das größte in Patagonien. Das 1913 gegründete Hospital Bouquet Roldán in dem Viertel La Sirena ist das älteste Krankenhaus und hat ein Komplexitätsniveau 4. Im Viertel San Lorenzo befindet sich das Hospital Horacio Heller, dessen Niveau ist 6 und gilt als das Haupthospital für das östliche Gebiet, sowie für die Gemeinden Plottier, Senillosa und Villa El Chocón.
Im September 2022 wurden die Bauarbeiten des Nordpatagonischen Krankenhauses angefangen. Das Gesundheitszentrum wurde geplant als das komplexeste in der Region.
Zu den Privatkliniken zählen die 1964 gegründete Poliklinik Neuquén, die 1991 gegründete CMIC und die Klinik Pasteur. In der Stadt funktioniert auch die Kinderklinik San Lucas, die als das wichtigste Gesundheitszentrum für Kinder in Nordpatagonien gilt.

## Kultur und Sehenswürdigkeiten
Das San-Martín-Denkmal im Stadtzentrum gilt als Wahrzeichen Neuquéns. Es wurde zum Gedenken an den Tod des argentinischen Unabhängigkeitskämpfers José de San Martín erbaut. Gegenüber dem San-Martín-Denkmal, wo der Verwaltungssitz des ehemaligen Territoriums Neuquén lag, steht ein Monolith, der an die Stadtgründung erinnert. Auf der Coronel-Olascoaga-Straße befindet sich zwischen dem Zentralpark und der Kunstgalerie Saraco das Mutterdenkmal, das von der Provinzpolizei als Dank an die Mütter der Provinz geschenkt wurde.

San-Martín-Denkmal

Mitten in der Stadt liegt der Zentralpark (Parque Central), der sich auf dem ehemaligen Grundstück des Bahnhofes befindet. Er gilt als die grüne Lunge Neuquéns und dort befinden sich unter anderem das historische Bahnhofsgebäude, Denkmäler und Museen. Der Bahnhof von Neuquén, der heute von Güterzügen durchfahren wird, außerdem gibt es einen Zug nach Cipolletti, wurde im englischen Stil im frühen 20. Jahrhundert mit Mauervorsprüngen, einem Dach aus verzinktem Blech und Holzsäulen erbaut. Viele Einheimische gehen in den Zentralpark, um sich zu erholen und um Sport zu treiben. 2006 wurde das Denkmal für die Gefallenen des Falklandkrieges an der Stelle eingeweiht, an der früher ein Busbahnhof im Zentralpark stand. Dabei handelt es sich um ein Kenotaph mit den Namen von den 649 in dem Krieg gefallenen argentinischen Soldaten, einem Springbrunnen und drei Fahnenstangen mit den Flaggen von Argentinien, der Provinz Neuquén und der argentinischen Version der Flagge der Falklandinseln. 

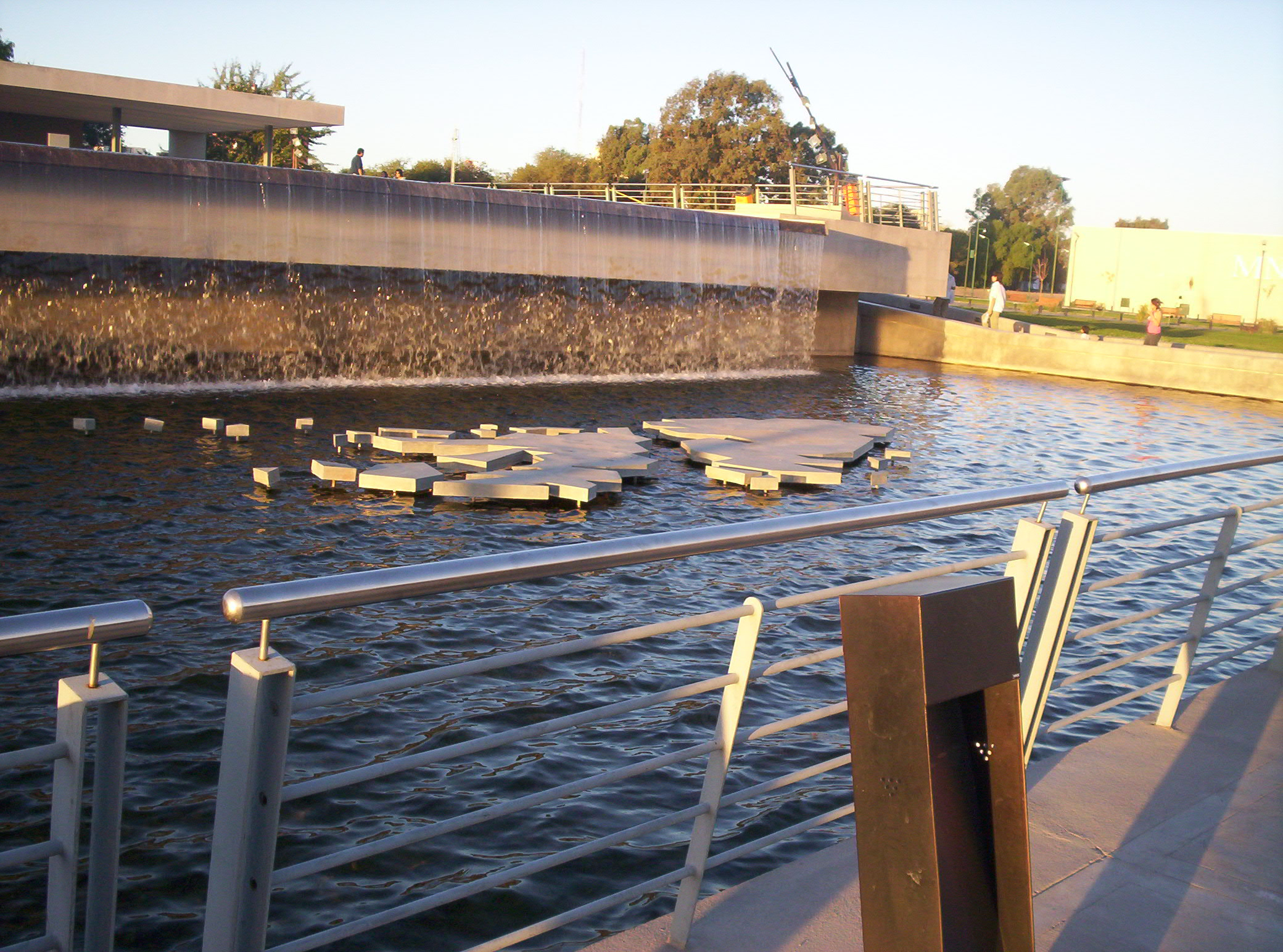
Denkmal für die Gefallenen

An der Avenida-Argentina 250 befindet sich die 1961 eingeweihte María-Auxiliadora-Kathedrale, die Elemente aus den römischen und neugotischen Baustilen kombiniert. Jedes Wochenende findet abends gegenüber der Kathedrale der Handwerkermarkt statt, auf der regionale Handwerksprodukte verkauft werden.
1929 wurde gegenüber der Plaza Roca der Regierungspalast eingeweiht, in dem die Verwaltung der Provinz ihren Sitz hat. Das festungsähnliche Gebäude, das man keinem bestimmten Stil zuordnen kann, hat eine deutsche Uhr von J. F. Weule aus dem Jahr 1923. Es besitzt zwei bepflanzte Innenhöfe mit Galerien im Kolonialstil und gilt als eines der Wahrzeichen der Stadt.
Am Ende der Avenida Argentina im Norden der Stadt steht der Parque del Centenario (Park des hundertsten Jahrestages), gemeinhin bekannt als Plaza de las Banderas (Platz der Flaggen). Er wurde 1979 anlässlich des hundertsten Jahrestages der Wüstenkampagne erbaut. Er hat 21 Fahnenstangen, die an die Regimente erinnert, die an der Wüstenkampagne teilgenommen haben. Der Park wurde 2004 anlässlich des hundertsten Jahrestages der Stadtgründung renoviert. An der Basis des Parks befindet sich ein Springbrunnen, der die Zusammenfluss des Río Limay und des Río Neuquén symbolisiert.
Ungefähr 100 Meter östlich entfernt von der Plaza de las Banderas befindet sich der Aussichtspunkt Balcón del Valle (Balkon des Tales). Er liegt etwa 265 ü. d. M und von ihm aus kann man die ganze Stadt, Cipolletti und den unteren Río Neuquén sehen. Gut zu sehen sind von der Stelle aus die Bardas, woraus die typische Landschaft des Nordens der Stadt besteht. Hierbei handelt sich um Antiklinalen aus Sedimentgestein, die durch Winderosion und Sedimente aus den Flüssen geformt wurden.
Über dem Río Neuquén an der östlichen Stadtzufahrt kann man einen Blick auf die Geschichte der Stadt werfen. 1901 wurde die Eisenbahnbrücke von der britischen Buenos Aires Great Southern Railway erbaut, die heute noch steht. Die älteste Straßenbrücke, die Neuquén mit Cipoletti verbindet, wurde 1937 eingeweiht. Sie hat neun Bögen, die auf einer Stahlbetonkonstruktion gebaut wurde. Am Ende der Brücke steht noch das ehemalige Häuschen, in dem der Wächter der Brücke saß. Es wurde im Stil der britischen Eisenbahnarchitektur des frühen 20. Jahrhunderts erbaut und gilt als die älteste Behausung der Stadt. Auf die Brücken blickt ein Monolith, der an die Kreuzung des Flusses vom Kommandeur Fotheringham erinnert.
Die Stadt verfügt über Badestrände an den Flüssen, die im Sommer beliebt sind. Sie befinden sich im Süden, am Ufer des Río Limays. Am linken Ufer befindet sich der Río-Grande-Badestrand, an dem unter anderem Restaurants und Pubs angesiedelt sind, die während des Sommers geöffnet haben. Am Ende der Bahía-Blanca-Straße, umgeben von Pappeln und Weiden liegt der städtische Badestrand, der einen Strand von etwa 600 Meter Länge besitzt.
Auf der Insel 132 des Río Limay wird das Bauprojekt Paseo de la Costa (Uferpromenade) realisiert. Damit bezweckt die Stadt ein Tourismus- und Erholungszentrum zu errichten. Das Projekt umfasst unter anderem Gebäude- und Bürokomplexe, ein Kino, Geschäfte verschiedener Art und einen Naturpark.

### Museen
Im Parque Central liegen zwei Museen. In einem restaurierten ehemaligen Eisenbahnwerkstatt aus dem Jahr 1901 im Osten des Parkes funktioniert das Museo Gregorio Álvarez, in dem historische und archäologische Elemente der Provinz sowie verschiedene Kunstkollektionen ausgestellt werden. Neben der Eisenbahnlinie befindet sich das Museum Paraje Confluencia, das verschiedene Ausstellungsstücke aus der Geschichte der Region beherbergt. Auf einer imaginären Linie zwischen den erstgenannten Museen liegt die Kunstgalerie Emilio Saraco, in der Fotografie- und Malereiausstellungen von lokalen Künstlern gezeigt werden. Die Galerie wurde 1993 zur Stadterbe erklärt.
Anlässlich des hundertsten Jahrestages der Stadtgründung wurde 2004 eine lokale Filiale des Argentinischen Museums der schönen Künste (Museo Nacional de Bellas Artes) eröffnet, die die einzige Zweigstelle dieses Museums außerhalb von Buenos Aires ist. Im von Mario Roberto Álvarez entworfenen Gebäude werden eigene (europäische und argentinische) und wechselnde Sammlungen ausgestellt.
An der Ruta Provincial 51 am nördlichen Ufer des Lago Barreales befindet sich das Museum für Paläontologie und Geographie der Staatlichen Universität Comahue, das sich mit der Erforschung und der Aufbewahrung der in der Region gefundenen Fossilien beschäftigt.

### Musik und Theater
An Wochenenden finden im Stadtzentrum musikalische und andere kulturelle Aufführungen statt. In der Stadt sind verschiedene Schauspielhäuser ansässig. Dazu gehört das 1938 eröffnete Cine Teatro Español (Spanisches Kino-Theater), das als das erste Theater der Stadt gilt. In dem an der Avenida Argentina gelegenen Gebäude finden verschiedene kulturelle Veranstaltungen und Filmvorführungen statt. Weiterhin sind in der Stadt Unterhaltungsmöglichkeiten wie unter anderem Einkaufszentren, Diskotheken und Casinos zu finden.

### Sport
Neuquén ist der Sitz von regionalen Sportligen in Sportarten wie Fußball, Handball, Basketball und Rugby. Mit den Gigantes del Sur verfügt Neuquén seit 2003 über eine in der Volleyball A1 Liga spielende Mannschaft. Die Basketball- und Fußballabteilungen des Club Atlético Independiente spielen in der Liga Nacional de Básquetbol und in dem Torneo Argentino B. Daneben werden andere Sportarten betrieben, die in Argentinien nicht sonderlich üblich sind. Zu ihnen zählen Rollkunstlauf, Inline-Speedskating, BMX und Tischtennis.

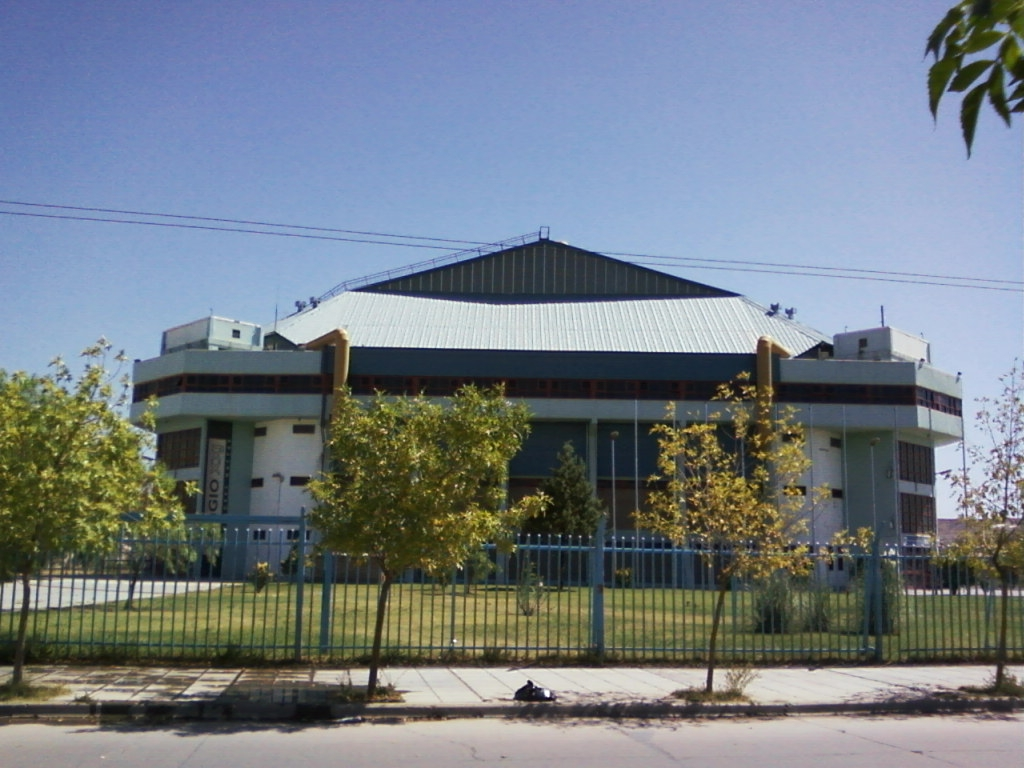
Stadion Ruca Che

Das im Jahr 1995 eröffnete Stadion Ruca Che gilt als der größte Sportkomplex im Norden Patagoniens. Dort finden hauptsächlich Sportereignisse und Konzerte statt. Das Stadion José Rojas y Perito Moreno (auch bekannt als La Caldera) ist ein bekanntes Stadion mit einer Kapazität von 9000 Zuschauern, das als Heimatstadion für den Club Atlético Independiente dient. Im Westen befindet sich die Pferderennbahn Ciudad de Neuquén. Im Zentralpark befindet sich die einzige Inlineskate-Bahn der Region. Obwohl die Stadt keine eigene Autorennbahn hat, ist in der Nachbarstadt Centenario die Autorennbahn Autódromo Parque Provincia del Neuquén zu finden.
Amateur-, Kinder- und Jugendsport wird von in verschiedenen Stadtvierteln gelegenen Clubs gefördert. Zu diesem Netz gehören die staatlichen sogenannten Centros de Educación Física oder C.E.F (Turnzentren). Das C.E.F 1 gilt als das bedeutendste und verfügt über ein Wettkampfbecken, Sport- und Fußballplätze, ein Softball-Spielfeld und spezialisierte Fitnessstudios.

## Söhne und Töchter der Stadt
- Amalia Pica (* 1978), bildende Künstlerin
- Stephanie Beatriz (* 1981), argentinisch-US-amerikanische Schauspielerin
- Gabriel Arias (* 1987), chilenisch-argentinischer Fußballtorhüter
- Matías Castro (* 1991), Fußballspieler
- Agustina Mamet (* 1993), Handballspielerin